# 豊田喜代美
豊田 喜代美（とよだ きよみ、1951年12月19日 - ）は、日本の声楽家、ソプラノ歌手。東京都出身。博士（知識科学）。

## 来歴
東京都出身。1970年3月、桐朋女子高等学校を卒業後、桐朋学園芸術短期大学に進学。卒業後は、桐朋学園大学音楽学部声楽科に2年次編入する。
1975年に大学を卒業し、1978年にドイツのケルン音楽舞踏大学（マスタークラス〈エレン・ボゼニウス研究室〉）に留学。
2001年、国立法人北陸先端科学技術大学院大学博士前期課程修了。2007年、同大学院博士後期課程修了。2008年、知識科学博士号取得。博士論文「クラシック音楽歌唱における知識創造モデル-スキルサイエンスからの接近」CiNii Research - 国立情報学研究所　甲第511号 , 2008年3月24日
声楽を萩谷納、柴田睦陸、柴田喜代子、エレン・ボゼニウスに師事。
ボイス・コーチのジャンニーナ・スタノーノ、シモン・バッディに師事。コレペティトアのフランコ・フェッラーリス、フランク・エーガーマン、スティーブン・ローチに師事。
2010年4月から2017年3月まで、沖縄県立芸術大学教授。
2018年から2021年度まで、東京大学非常勤講師。

## 受賞
- 第11回ジロー・オペラ賞受賞（授賞対象は「セヴィリアの理髪師」のロジーナ）
- 第16回サントリー音楽賞受賞（1984年度）[2]。

## 参考資料
- 2018年 豊田喜代美ソプラノリサイタルプログラム（2018年11月）
- 2013、2014年 Mulier fortis（勇敢な婦人・細川ガラシャ）公演プログラム（2013年12月、2014年1月）